# فوساکو کیتاشیراکاوا
فوساکو کیتاشیراکاوا (انگلیسی: Fusako Kitashirakawa; ۲۸ ژانویهٔ ۱۸۹۰ – ۱۱ اوت ۱۹۷۴) آریستوکراسی (طبقه)، و میکو اهل امپراتوری ژاپن بود. فرزند یازدهم و هفتمین دختر امپراتور میجی و فرزند چهارم و سومین دختر سونو ساچیکو، پنجمین سوکوشیتسوی امپراتور بود.